# Бломберг, Рольф
Рольф Бломберг (11 ноября 1912 года, Дандерюд — 8 декабря 1996 года) — шведский исследователь и автор, а также фотограф и продюсер документальных фильмов. Жаба Бломберга была названа в его честь. Снимая для шведского телевидения документальные фильмы, побывал в Эквадоре и на Галапагосских островах, в Индонезии, Австралии, Колумбии, Бразилии и Перу. В своих книгах, статьях и передачах обнародовал факты нарушения прав коренных народов.

## Избранная библиография
- 1939: Underliga människor och underliga djur: strövtåg på Galapagos och i Amazonas[4]
- 1947: Sydvart[4]
- 1949: Vildar: en berättelse om aucaindianerna i Ecuador.[4]
- 1951: Såna djur finns[4]
- 1952: Ecuador: Andean Mosaic[4]
- 1956: Guld att hämta[4]
- 1958: Xavante: från sköna Rio till de dödas flod[4]
- 1964: Människor i djungeln[4]
- 1966: Rio Amazonas[4]
- 1968: América del Sur y Central[5] совместно с французским орнитологом Жаном Дорстом
- 2005: Blomberg Ecuador: Fotografías de Rolf Blomberg, 1934 a 1979[6]

## Русские переводы
- Бломберг Ральф. В поисках анаконды / Пер. со швед. Л. Л. Жданова. — М.: Детская литература, 1958. — 160 с.: ил.
- Бломберг Ральф. Змеи-гиганты и страшные ящеры / Пер. со швед. Л. Л. Жданова. — М.: Знание, 1966. — 64 с.: ил.

## Фильмография
- 1954: Анаконда[4]
- 1957: Jangada[4]